# Kelowna-Lake Country (circonscription britanno-colombienne)
Ne doit pas être confondus avec la circonscription fédérale de Kelowna—Lake Country
Circonscription électorale provinciale du Canada
Kelowna-Lake Country est une ancienne circonscription provinciale de la Colombie-Britannique représentée à l'Assemblée législative de la Colombie-Britannique de 2001 à 2024.

## Géographie
La circonscription représente la ville de Kelowna et la communauté d'Ellison (en) dans le district régional de Central Okanagan.

## Liste des députés
| Législature                                                                         | Années                                                      | Député                                                      | Député                                                      | Parti                                                       |
| Kelowna-Lake Country Circonscription issue de Okanagan East                         | Kelowna-Lake Country Circonscription issue de Okanagan East | Kelowna-Lake Country Circonscription issue de Okanagan East | Kelowna-Lake Country Circonscription issue de Okanagan East | Kelowna-Lake Country Circonscription issue de Okanagan East |
| ----------------------------------------------------------------------------------- | ----------------------------------------------------------- | ----------------------------------------------------------- | ----------------------------------------------------------- | ----------------------------------------------------------- |
| 37e                                                                                 | 2001–2005                                                   |                                                             | John Weisbeck                                               | Libéral                                                     |
| 38e                                                                                 | 2005–2009                                                   |                                                             | Al Horning                                                  | Libéral                                                     |
| 39e                                                                                 | 2009–2013                                                   |                                                             | Norm Letnick                                                | Libéral                                                     |
| 40e                                                                                 | 2013–2017                                                   |                                                             | Norm Letnick                                                | Libéral                                                     |
| 41e                                                                                 | 2017–2020                                                   |                                                             | Norm Letnick                                                | Libéral                                                     |
| 42e                                                                                 | 2020–2023                                                   |                                                             | Norm Letnick                                                | Libéral                                                     |
| 42e                                                                                 | 2023-2024                                                   |                                                             | Norm Letnick                                                | United                                                      |
| Circonscription redistribuée dans Kelowna Centre et Kelowna-Lake Country-Coldstream |                                                             |                                                             |                                                             |                                                             |